# Quốc huy Cộng hòa Dân chủ Nhân dân Triều Tiên
Quốc huy của Cộng hòa Dân chủ Nhân dân Triều Tiên là một trong những biểu tượng quốc gia của Triều Tiên. Các đặc điểm nổi bật trên quốc huy là Đập Thủy Phong, Núi Baekdu, và ngôi sao năm cánh màu đỏ với ánh sáng rực rỡ, bông lúa vàng bao quanh, phía dưới là dải ruy băng ghi tên Quốc hiệu bằng Hangul: "조선민주주의인민공화국" (Cộng hòa Dân chủ Nhân dân Triều Tiên). Thiết kế có nét tương đồng với quốc huy Liên Xô và các quốc huy khác được thực hiện theo phong cách huy hiệu xã hội chủ nghĩa. Quốc huy được thiết kế bởi Kim Chu-gyŏng, một họa sĩ và là hiệu trưởng của Cao đẳng Nghệ thuật Bình Nhưỡng, người cũng thiết kế quốc kỳ.

## Mô tả
Điều 169 của Hiến pháp xã hội chủ nghĩa Cộng hòa Dân chủ Nhân dân Triều Tiên (1972, sửa đổi năm 2013)
Biểu tượng có hình Đập Sup'ung dưới Núi Paektu và đường dây điện làm huy hiệu. Đỉnh là ngôi sao năm cánh sáng màu đỏ. Nó được đỡ bằng bông lúa, buộc bằng dải ruy băng đỏ có khắc dòng chữ "Cộng hòa Dân chủ Nhân dân Triều Tiên" bằng chữ Chosŏn'gŭl.
Mặc dù thiết kế của nhà máy thủy điện có vẻ chung chung, nhưng bản sắc của nó được tiết lộ bởi thực tế là Sup'ung là nhà máy điện duy nhất cùng loại vào thời điểm biểu tượng được thiết kế Sup'ung được người Nhật xây dựng và nằm ở nơi ngày nay là biên giới với Cộng hòa Nhân dân Trung Hoa. Bất chấp sự ám chỉ khó chịu đến cơ sở hạ tầng thuộc địa cũng như lãnh thổ nước ngoài, việc lựa chọn hình ảnh này không phải là ngẫu nhiên và mang ý nghĩa tích cực. Vào cuối những năm 1940, nửa phía bắc của Triều Tiên đã sản xuất hầu hết điện năng cho cả nước. Con đập tượng trưng cho sự tự cung tự cấp điện; vào mùa xuân năm 1948, ngay trước khi nhà máy thủy điện được thêm vào biểu tượng, Triều Tiên đã cắt đứt mạng lưới điện của mình với miền Nam.
Các nguồn tin của Triều Tiên nêu rằng Núi Paektu đại diện cho sự kế thừa của "truyền thống cách mạng" bắt đầu trong cuộc đấu tranh chống Nhật Bản. Ngọn núi này có ý nghĩa văn hóa cao đối với cả Triều Tiên và Hàn Quốc và được nhiều người Triều Tiên tôn kính. Ở Bắc Triều Tiên, Núi Paektu được cho là nơi Kim Il Sung tổ chức đội quân du kích của mình và là nơi sinh chính thức của Kim Jong Il.
Biểu tượng này và tất cả các biểu tượng tiền nhiệm của nó đều tuân theo thiết kế huy hiệu xã hội chủ nghĩa cơ bản đã được áp dụng ở nhiều quốc gia khác, biểu thị rõ ràng mối quan hệ giữa hệ tư tưởng cộng sản và nền tảng của đất nước khi Chiến tranh Lạnh bắt đầu.

## Lịch sử
Trong thời gian Liên Xô chiếm đóng Bắc Triều Tiên sau khi Triều Tiên được giải phóng, một số biểu tượng đã được chính quyền sử dụng. Biểu tượng tương đương đầu tiên xuất hiện vào ngày 1 tháng 1 năm 1946, được in bên dưới bài phát biểu của Kim Il Sung trên tờ báo Chŏngro. Biểu tượng có hình Bán đảo Triều Tiên được bao quanh bởi họa tiết ruy băng và lúa mì giống hệt với Quốc huy Nhà nước Liên Xô. Đây là lần xuất hiện duy nhất được biết đến của biểu tượng này và từ năm 1946 đến năm 1948, một phác thảo đơn giản về bán đảo đã được hiển thị thay thế. Điều này nhằm mục đích báo hiệu rằng Bắc và Nam là một quốc gia.
Khi sự chia cắt Triều Tiên đang đến gần, vấn đề tạo ra một quốc huy mới đã được nêu ra tại kỳ họp thứ ba của Hội đồng Nhân dân Bắc Triều Tiên vào tháng 11 năm 1947. Một bản dự thảo quốc huy có hình một lò nung với Núi Paektu và Hồ Thiên Trì ở phía sau đã xuất hiện trong hiến pháp lâm thời vào tháng 2 năm 1948. Biểu tượng đó được bao quanh bởi hai bông lúa được quấn bằng những dải ruy băng đỏ mang tên chính thức của Triều Tiên với một cái búa và hai lưỡi liềm bên trong một ngôi sao đỏ sáng ở trên cùng. Bản dự thảo quốc huy xuất hiện trên lá cờ ban đầu của Quân đội Nhân dân Triều Tiên. Vào khoảng tháng 7 năm 1948, quốc huy đã được sửa đổi, loại bỏ búa và lưỡi liềm khỏi ngôi sao và sắp xếp lại từ ngữ của tên nhà nước vẫn chưa được thành lập.
Đến tháng 8 năm 1948, biểu tượng lại được thiết kế lại một lần nữa, thay thế hình ảnh lò nung bằng một nhà máy thủy điện dưới một dãy núi. Một trong những lần xuất hiện sớm nhất được biết đến của biểu tượng là trong cuộc tổng tuyển cử năm đó. Có nhiều lý do khác nhau về lý do tại sao nhà máy thủy điện lại xuất hiện trong biểu tượng. Các nguồn tin của Bắc Triều Tiên cho rằng Kim Il Sung đã ra lệnh thay đổi sau khi nhìn thấy bản thảo biểu tượng vì ông cảm thấy lò nung không đại diện cho tương lai kinh tế và sự thịnh vượng của Bắc Triều Tiên. Tuy nhiên, theo Fyodor Tertitskiy, sự thay đổi này có thể là do Liên Xô ra lệnh vì nhà máy thủy điện là một trong những công trình công nghiệp chính bị Hồng quân chiếm giữ; không có khả năng Kim Il Sung sẽ chọn tôn vinh Đập Sup'ung, được xây dựng trong thời kỳ Nhật Bản chiếm đóng Triều Tiên, trên một biểu tượng quốc gia. Biểu tượng được chính thức thông qua sau khi hiến pháp được thông qua chính thức vào ngày 8 tháng 9 năm 1948.

Ngày 9 tháng 4 năm 1992, hiến pháp đã được sửa đổi, thay thế dãy núi chung bằng Núi Paektu. Tuy nhiên, biểu tượng với dãy núi chung vẫn tiếp tục được sử dụng, xuất hiện trên các đồng tiền được phát hành vào năm sau. Cuối cùng, phiên bản hiện tại của biểu tượng đã được thông qua khi một luật về biểu tượng quốc gia chỉ định Núi Paektu là ngọn núi trong biểu tượng vào ngày 20 tháng 10 năm 1993. Sự thay đổi này có thể được thực hiện để hợp pháp hóa hơn nữa quyền lực của triều đại Kim và sự kế vị của Kim Jong Il với tư cách là nhà lãnh đạo.

Tái thiết biểu tượng tương đương đầu tiên được xuất bản ở Chŏngro năm 1946
Bản dự thảo quốc huy được xác định bởi hiến pháp lâm thời tháng 2 năm 1948
Bản dự thảo quốc huy được sửa đổi vào tháng 7 năm 1948
Quốc huy được sử dụng từ ngày 8 tháng 9 năm 1948 đến ngày 20 tháng 10 năm 1993; lưu ý dãy núi chung
Biểu tượng được sử dụng kể từ ngày 20 tháng 10 năm 1993, được sửa đổi để bao gồm Núi Paektu

## Thiết kế
Luật quốc huy ngày 20 tháng 10 năm 1993 quy định cụ thể về màu sắc và tỷ lệ của quốc huy.
| Thiết kế |
| -------- |
|          |

## Hình ảnh

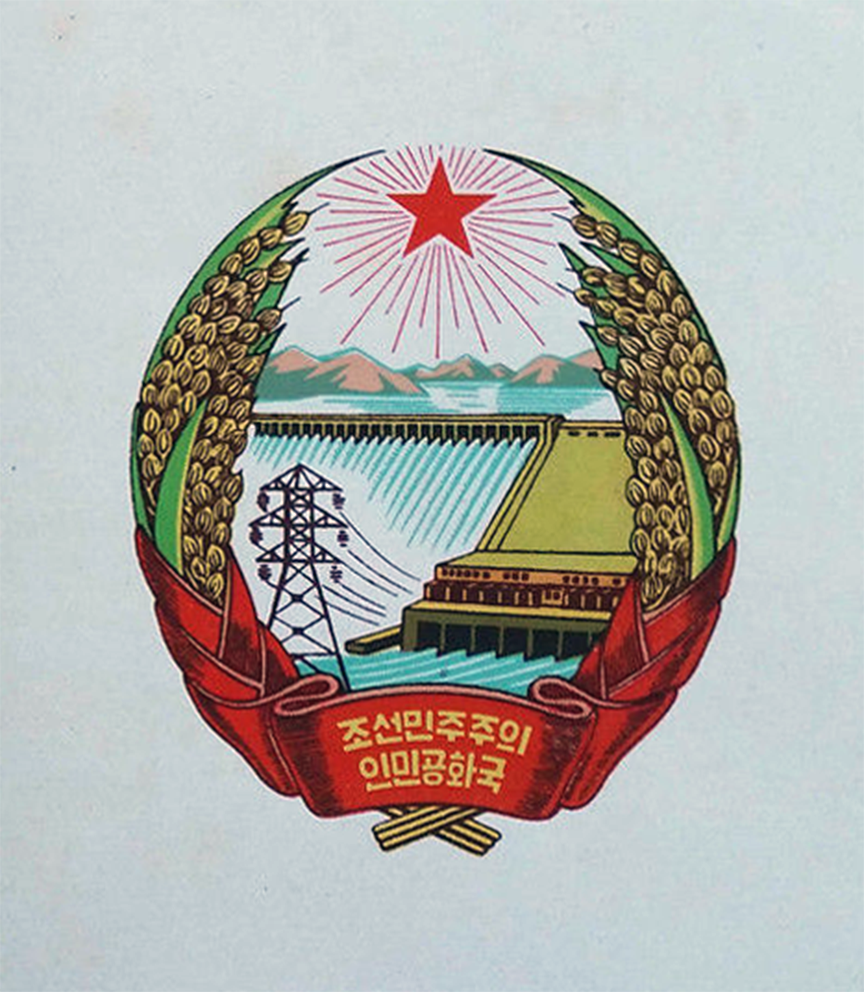
Biểu tượng được Nhà xuất bản Ngoại ngữ in trong một cuốn sách năm 1960
Birut tượng được Chủ tịch Ủy ban Quốc vụ Triều Tiên sử dụng từ năm 2016
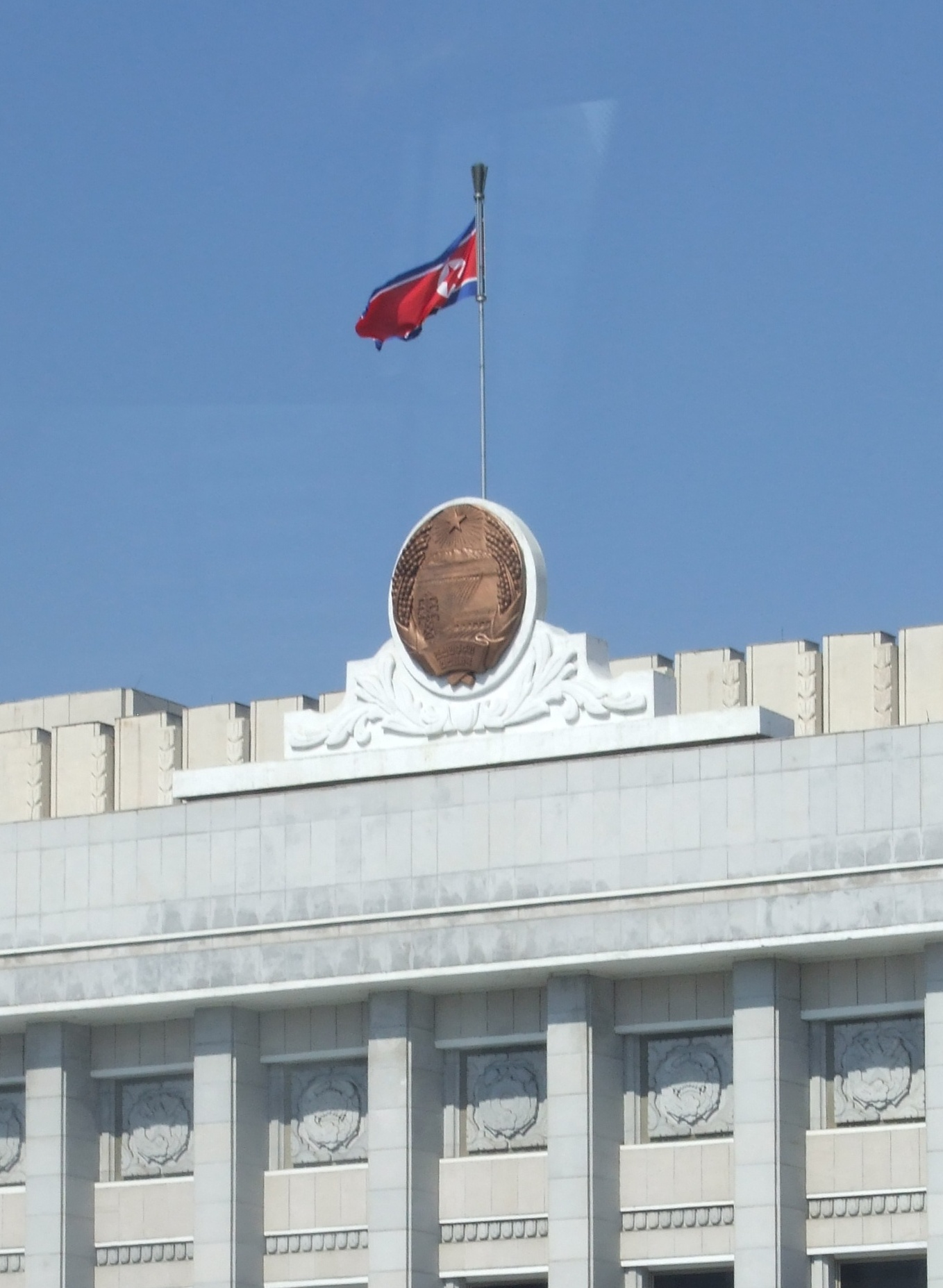
Biểu tượng phía trên lối vào Hội trường Mansudae
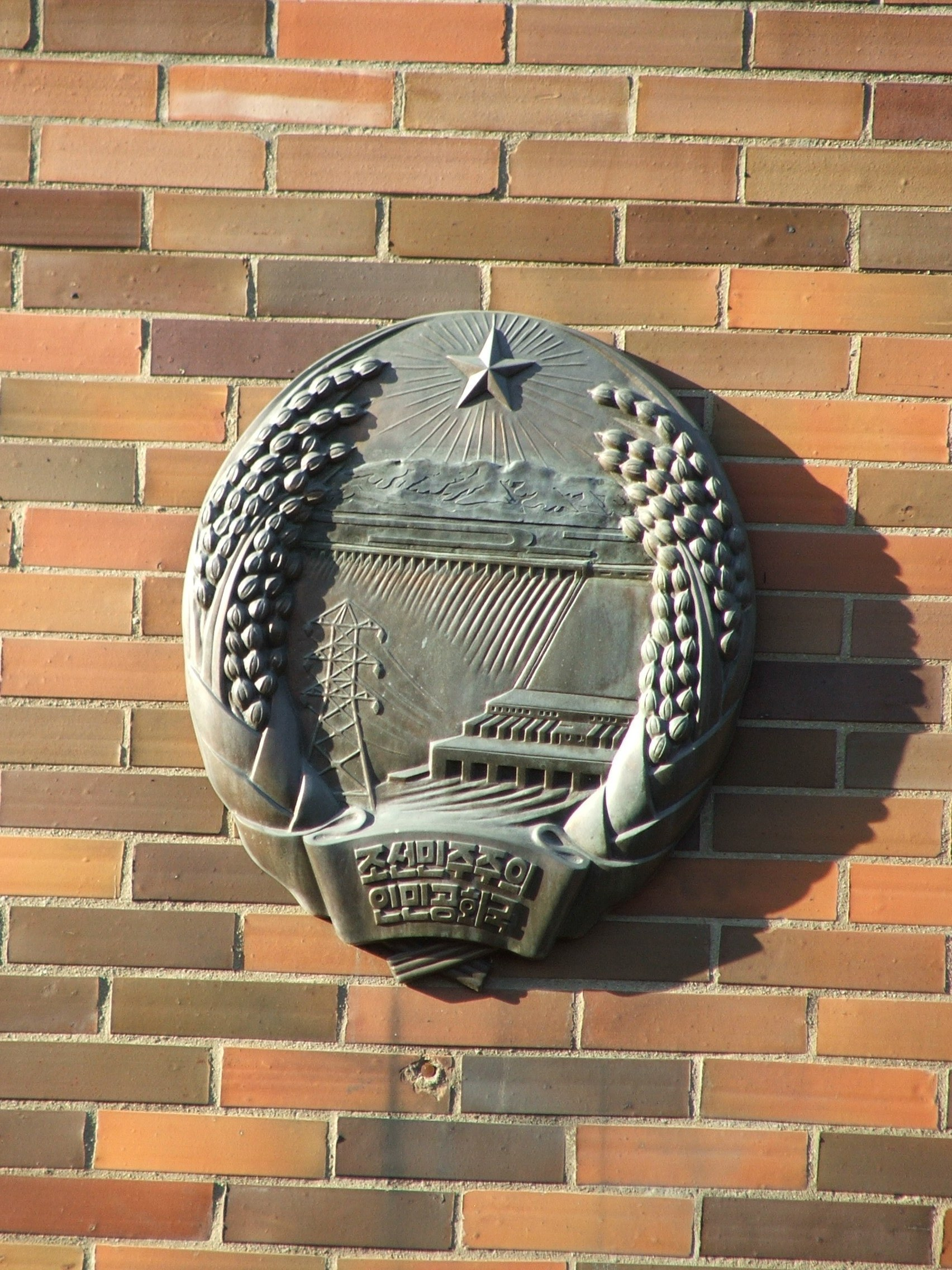
Biểu tượng tại đại sứ quán Bắc Triều Tiên ở Prague
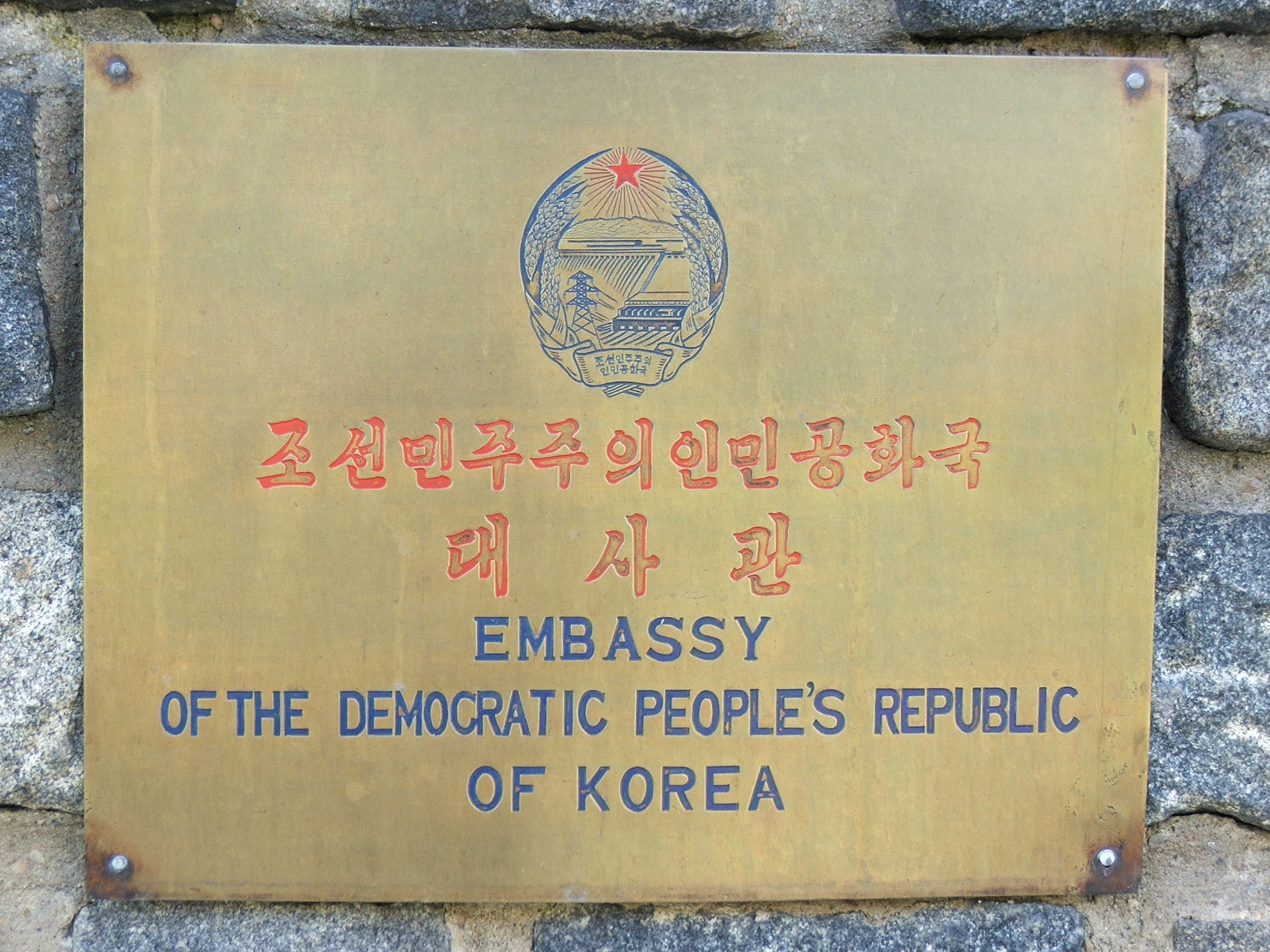
Biểu tượng ở hàng rào của đại sứ quán Bắc Triều Tiên tại Prague
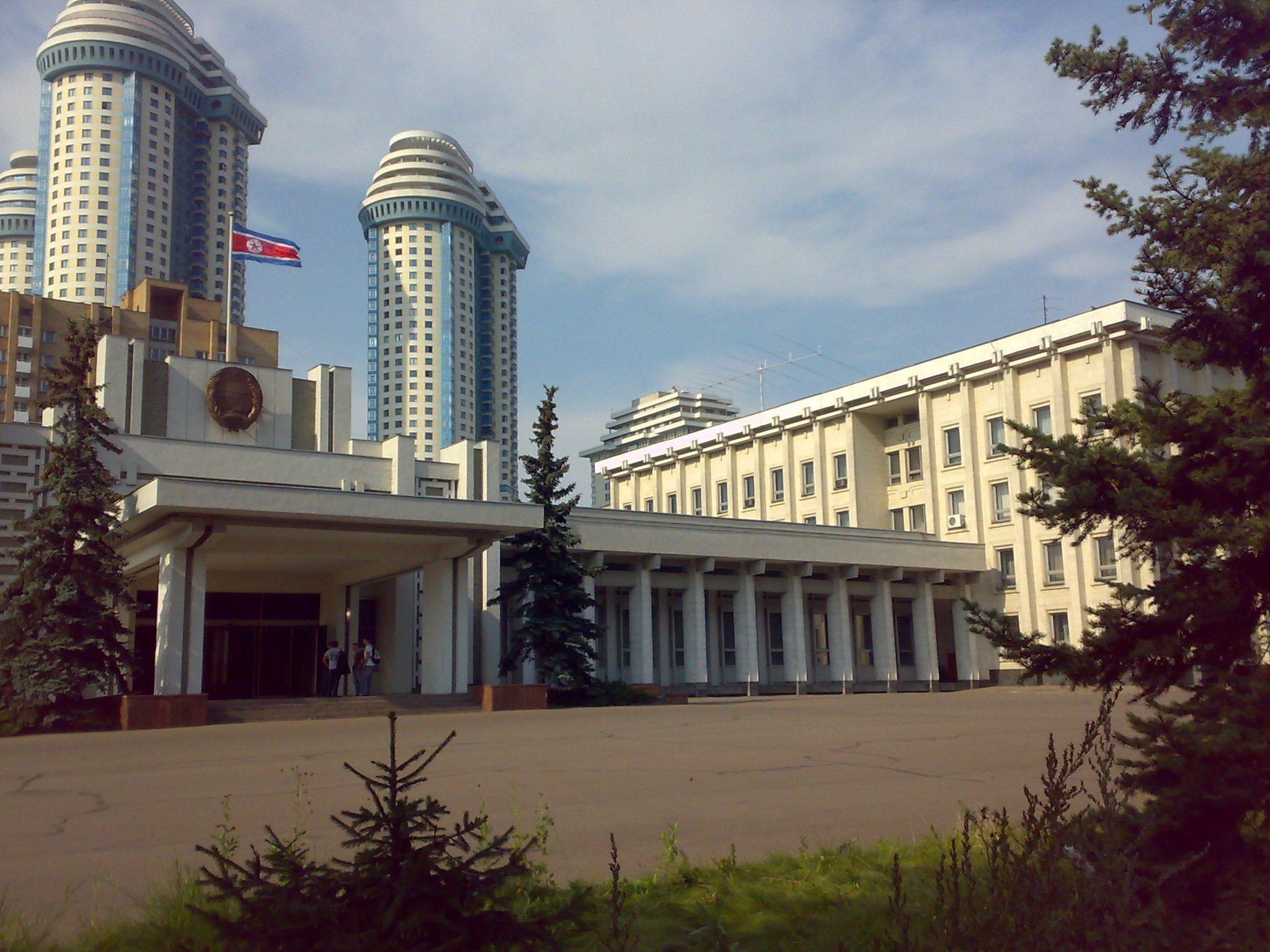
Biểu tượng phía trên lối vào đại sứ quán Triều Tiên tại Moscow.
Hộ chiếu Triều Tiên
Cờ của Quân đội Nhân dân Triều Tiên từ năm 2023

Quốc huy 1993 - nay